# Algodres (Figueira de Castelo Rodrigo)
Algodres is een plaats (freguesia) in de Portugese gemeente Figueira de Castelo Rodrigo en telt 352 inwoners (2001).